# FC Zbrojovka Brno
FC Zbrojovka Brno, uit de tweede stad van Tsjechië, Brno, is een van de succesvollere clubs uit de Tsjechische voetbalgeschiedenis. De club werd in 1913 opgericht en speelt zijn wedstrijden in Městský fotbalový stadion Srbská.

## Geschiedenis

### Oprichting
Leden van het uit elkaar gevallen Studentský team Židenice en de jeugdploeg SK Achilles richtten op 14 januari 1913 de club SK Židenice op. Cyril Lacina, een molenaarszoon, was de drijfveer achter de club en hij kon zijn vader overtuigen om de club te sponsoren.
Studentský team Židenice was een club van scholieren en studenten die zelfs nog voor de officiële oprichting van de club in 1908 al enkele jaren samen voetbalden, maar in 1912 uit elkaar gegaan waren. SK Achilles Brno was een iets grotere sportclub die in 1905 opgericht was en in 1907 zijn terrein moest verlaten en een nieuw vond in de buurt van het station van Židenice. SK Achilles speelde niet enkel voetbal maar deed ook aan atletiek en de club was een van de eerste ijshockeypioniers in Moravië. SK Židenice ging op het terrein van SK Achilles spelen.

### Beginjaren
De eerste wedstrijd van de club werd in rood-wit gestreepte tenues gespeeld in de stad Kroměříž. Kort daarna speelde de club tegen het reeds in 1906 opgerichte SK Moravská Slavia Brno. Tijdens de Eerste Wereldoorlog speelde de club in donkerrode outfits. SK leed niet zo onder de oorlog als andere clubs omdat Cyril Lacina met zijn molen en meel spelers kon aantrekken en ook een nabijgelegen militair ziekenhuis leverde spelers op. In 1919 werd Židenice een stadsdeel van Brno en de club ging op een terrein in Zábrdovice spelen, dat nu ook een deel van Brno geworden was. Nadat Cyril Lacina overleed in september 1920 dacht men dat het einde van de club nabij was, maar fabrikant Rudolf Foller nam het roer over. Kort daarna werd Stanislav Míhal van de vuurwapenfabriek Československá zbrojovka de nieuwe voorzitter.
De club nam als kampioen van West-Moravië deel aan het Tsjechoslowaaks voetbalkampioenschap van 1922, maar verloor reeds in de eerste ronde van SK Hradec Králové met 6-1. Nadat in 1925 het profvoetbal werd geïntroduceerd in Tsjechoslowakije koos de club voor de amateurstatus. In de finale om het kampioenschap van Moravië verloor de club met 0-1 van SK Prostějov en kon zo niet deelnemen aan de eindronde om het amateurkampioenschap.
Het volgende jaar werd de club echter Tsjechoslowaaks amateurkampioen. In de Moravische voorronde won de club van SK Prostějov en Moravská Ostrava. In de eindronde won de club met 4-3 van DSV Witkowitz en met 2-0 van Sportbrüder Schreckenstein. De finale op 14 november 1926 vond op het terrein van de Praagse club Viktoria Žižkov plaats. In deze bloedstollende wedstrijd won de club met 6-5 van Sparta Košíře. Dit succes kon de club niet meer evenaren, in 1931 bereikte SK wel nog de halve finale, maar verloor daarin van DFC Praag.

### Profstatus
De club besloot om het profstatuut aan te nemen en voor het seizoen 1931/32 trad de club in de tweede klasse aan, die het met verve won. De club speelde inmiddels niet meer op het terrein in Zábrdovice. In 1929 speelde de club enkele maanden op het terrein van Makkabi Brünn en bouwde dan een nieuw stadion in het noorden van de stad.
De première in de hoogste klasse was thuis tegen Sparta Praag, de club verloor met 2-3. Židenice werd achtste op tien clubs. In 1934/35 werd de derde plaats behaald met een flinke achterstand op Slavia en Sparta, die al jaren de competitie domineerden. Hierdoor kwalificeerde de club zich voor de Mitropacup en versloeg in de eerste ronde Rapid Wien en verloor in de kwartfinale van Ferencvárosi FC uit Boedapest. Na een vierde plaats in 1936 mocht de club opnieuw deelnemen aan de Mitropacup en kegelde Lausanne Sports uit de voorronde, maar verloor dan met duidelijke 2-3, 1-8 cijfers van Ambrosiana-Inter.
Het volgende seizoen ontgoochelde de club door slechts zevende te eindigen, maar in 1938 werd opnieuw een derde plaats bereikt. In de Mitropacup was Ferencvárosi FC opnieuw te sterk voor de club ondanks een 3-1 thuisoverwinning.
Aan de vooravond van de Tweede Wereldoorlog viel Tsjechoslowakije uit elkaar en werd er een competitie georganiseerd in het Protectoraat Bohemen en Moravië. De club eindigde meestal in het middenveld, beste plaats was de vierde in 1943.

### Na Tweede Wereldoorlog
In het eerste naoorlogse seizoen traden twintig clubs aan die over twee reeksen verdeeld werden. Židenice werd tweede achter Slavia in groep B. In 1946/47 bleven er nog veertien clubs over die in één reeks speelden en dit jaar ging het de club minder goed. Viktoria Žižkov en SK Libeň waren al zeker van degradatie, de derde degradant kwam uit het trio Židenice, SK Olomouc ASO (beiden 22 punten) en SK Baťa Zlín (20 punten). Baťa Zlín moest tegen SK Kladno spelen dat derde in de stand stond en won verrassend met 2-3. Dan kwam er corruptie aan het licht waardoor zowel SK Kladno als Baťa Zlín uit de competitie gezet werden. Na verder onderzoek bleek dat ook Židenice geld had aangeboden aan Kladno en hierdoor werd de club ook uit de hoogste klasse gezet.
In 1948 werd de club deel van wapenfabrikant Zbrojovka waardoor de clubnaam veranderd werd in Zbrojovka Židenice Brno. De club kon meteen terugkeren naar de hoogste klasse, maar degradeerde opnieuw in 1949. Drie jaar later werd de club eerste in zijn reeks, maar in de eindronde om promotie haalde de club het niet. In 1953 volgde de grootste reorganisatie in het Tsjechoslowaakse voetbal en de club, die nu DSO Spartak Zbrojovka Brno heette, belandde in de derde klasse.

### Fusie met RH Brno
In hetzelfde jaar werd ook de politieclub Rudá Hvězda Brno, kortweg RH Brno, opgericht en in de tweede klasse geplaatst. Zbrojovka moest de betere spelers afstaan aan RH en werd daardoor zwakker. In 1956 promoveerde RH naar de hoogste klasse, terwijl Zbrojovka dat intussen Spartak Brno ZJŠ heette nog steeds in de derde klasse speelde. In 1959/60 promoveerde Spartak Brno ZJŠ naar de tweede klasse en het volgende seizoen degradeerde RH naar de tweede klasse waardoor beide clubs in dezelfde reeks speelden in 1961/62. RH werd eerste in groep B terwijl Spartak achtste werd. Na dit seizoen fuseerden de clubs en werd de naam Spartak Brno ZJŠ behouden.
De club eindigde enkele seizoenen in de middenmoot. Omdat het een beursstad was kon de club zes keer op rij deelnemen aan de Jaarbeursstedenbeker. Vier keer werd de club meteen uitgeschakeld, maar in 1964 werd de kwartfinale bereikt die de club na drie wedstrijden verloor van het Belgische Club Luik. In 1967 degradeerde de club opnieuw uit de hoogste klasse en kon na vier jaar terugkeren, intussen was de naam TJ Zbrojovka Brno aangenomen.

### Op weg naar de titel
In het eerste seizoen na de terugkeer kon Zbrojovka maar net een degradatie vermijden. Vanaf nu ging het onder leiding van trainer František Havránek echter alleen maar beter. Na een twaalfde en een tiende plaats werd de club vierde in 1975. Het volgende seizoen moest de club tevreden zijn met een zevende plaats, maar in 1977 werd opnieuw de vierde plaats bereikt. Josef Masopust was inmiddels trainer van de club.
1977/78 werd het hoogtepunt in de geschiedenis van de club die landskampioen werd met twee punten voorsprong op ASVS Dukla Praha. Karel Kroupa werd met 20 doelpunten topschutter in de competitie. Het volgende seizoen mocht de club dan Europees voetbal spelen en versloeg het Hongaarse Újpest Dósza. In de tweede ronde verloor de club echter van Wisła Kraków op basis van minder uitdoelpunten. In 1979 werd de club nog derde en in de UEFA Cup bereikte de club de kwartfinale, waarin Eintracht Frankfurt te sterk bleek voor de club. In 1980 werd de club nog vicekampioen achter Baník Ostrava.

### Einde van een tijdperk
De gloriejaren waren voorbij en de club moest zich in 1981 tevreden stellen met een twaalfde plaats. Twee jaar later degradeerde de club zelfs. Het volgende seizoen werd de club vicekampioen achter Sigma Olomouc. In 1985 werd Brno kampioen, maar nadat ontdekt werd dat de club de competitie probeerde te beïnvloeden mocht de club niet promoveren en promoveerde Dynamo České Budějovice in de plaats. Het volgende seizoen werd de vijfde plaats behaald en in 1987 opnieuw de vicetitel achter Spartak Hradec Králové. Ook in 1988 moest de club genoegen nemen met een tweede plaats achter Škoda Pilsen, maar in 1989 was het eindelijk raak toen de club opnieuw de titel behaalde. Na twee seizoenen werd de club laatste en degradeerde opnieuw.

### Boby Brno
Voor het seizoen 1991/92 werd de club overgenomen door voormalig ijshockeyspeler Lubomír Hrstka. Zijn bijnaam was Boby en de clubnaam werd veranderd in Boby Brno. De club werd kampioen en promoveerde terug naar de eerste klasse, waar de club achtste werd. Dit was het laatste seizoen in het Tsjechoslowaaks voetbal, daarna werd het land gesplitst en trad Boby aan in de nieuw opgerichte 1. česká fotbalová liga. Door het bereiken van de bekerfinale, die het verloor van kampioen Sparta Praag, mocht de club nog eens Europees voetbal spelen. Bayer 04 Leverkusen zorgde er echter wel voor dat het een kort seizoen was.
Na een valse start in 1994 werd de club knap derde in 1995 en twee jaar later vierde. Deze plaatst leverde nog een UEFA-deelname op, maar Rapid kegelde de club er meteen uit. In deze tijd had de club veel supporters. In het seizoen 1996/97 kwamen er 44.120 toeschouwers opdagen voor de wedstrijd tegen Slavia en dat terwijl het gemiddelde in de competitie slechts 6000 was. Rond de millenniumwisseling raakte Hrstka in financiële problemen en moest de club gedwongen verkopen. Het stadion raakte in verval en was niet meer geschikt voor de eerste klasse. De club nam de naam Stavo Artikel Brno aan en verhuisde naar het huidige Srbská stadion.

### Recente jaren
In 2002 werd de naam nogmaals gewijzigd, in 1. FC Brno. De club eindigde elk jaar in de middenmoot en kon in 2003/04 maar net de degradatie ontlopen. Na nog twee middenmootplaatsen eindigde de club nog eens vijfde in 2007. Het volgend seizoen deed de club het zelfs nog een plaatsje beter.
Met ingang van seizoen 2010-2011 is de naam opnieuw gewijzigd, terug naar de naam die de club tijdens haar successen droeg, in Zbrojovka Brno, ofschoon het complex van de wapenfabriek waaraan deze haar naam dankte dit jaar juist gesloopt zal worden. In 2011 degradeerde de club voor het eerst uit de hoogste klasse, maar kon na één seizoen terugkeren. In het seizoen 2017/18 eindigde als Zbrojovka Brno als laatste, en zal daarom in het seizoen 2018/19 uitkomen in de Fotbalová národní liga.

## Naamswijzigingen
De club is door de geschiedenis heen vrij vaak van naam veranderd.
- 1913 – Opgericht als SK Židenice (1913-1947, naar de wijk waarin de club speelde.)
- 1947 – SK Zbrojovka Židenice Brno (Sportovní klub Zbrojovka Židenice Brno, vernoemd naar de wapenfabriek Zbrojovka Brno.)
- 1948 – JTO Sokol Zbrojovka Židenice Brno (Jednotná tělovýchovná organizace Sokol Zbrojovka Židenice Brno)
- 1951 – JTO Sokol Zbrojovka Brno (Jednotná tělovýchovná organizace Sokol Zbrojovka Brno, Židenice valt weg uit de clubnaam)
- 1953 – DSO Sparta Zbrojovka Brno (Dobrovolná sportovní organizace Spartak Zbrojovka Brno)
- 1956 – TJ Spartak ZJŠ Brno (Tělovýchovná jednota Spartak Závody Jana Švermy Brno, ZJŠ verwijst nog steeds naar de wapenfabriek.)
- 1962 – fusie met DSO Rudá Hvězda Brno (Rode Ster Brno) → naam ongewijzigd
- 1968 – TJ Zbrojovka Brno (Tělovýchovná jednota Zbrojovka Brno)
- 1990 – FC Zbrojovka Brno (Football club Zbrojovka Brno)
- 1992 – FC Boby Brno (Football club Boby Brno, vernoemd naar de sponsor Boby, de grootste discotheek van Centraal-Europa)
- 1994 – FC Boby Brno Unistav (Football club Brno Unistav)
- 1997 – FC Boby-sport Brno (Football club Boby-sport Brno)
- 2000 – FC Stavo Artikel Brno (Football club Stavo Artikel Brno, vernoemd naar de sponsor)
- 2002 – 1. FC Brno (První football club Brno, a.s.)
- 2010 – FC Zbrojovka Brno (Football Club Zbrojovka Brno, a.s.)

## Successen
- Tsjecho-Slowaakse liga - Kampioen: 1977/78
- Tsjecho-Slowaakse liga - Tweede: 1979/80
- Tsjecho-Slowaakse liga - Derde: 1934/35, 1937/38, 1945/46, 1978/79
- Tsjechische 1. česká fotbalová liga - Derde: 1994/95
- Tsjecho-Slowaakse Beker: 1960
- Europacup I - Tweede Ronde: 1978/79
- Europacup II - kwartfinale: 1960/61
- UEFA Cup - kwartfinale: 1979/80

## Eindklasseringen vanaf 1994 (grafiek)
| 12 |

| 3 |

| 8 |

| 4 |

| 10 |

| 7 |

| 4 |

| 13 |

| 8 |

| 9 |

| 14 |

| 11 |

| 12 |

| 5 |

| 4 |

| 11 |

| 11 |

| 15 |

| 4 |

| 13 |

| 9 |

| 14 |

| 6 |

| 11 |

| 16 |

| 3 |

| 2 |

| 16 |

| 1 |

| 16 |

| 9 |

| Fortuna liga | Fortuna národní liga | ČFL / MSFL |

## In Europa
FC Zbrojovka Brno speelt sinds 1935 in diverse Europese competities. Hieronder staan de competities en in welke seizoenen de club deelnam:
- Europacup I (1x)

1978/79
- Europacup II (1x)

1993/94
- UEFA Cup (3x)

1979/80, 1980/81, 1997/98
- Intertoto Cup (5x)

1995, 1998, 1999, 2002, 2003
- Jaarbeursstedenbeker (6x)

1961/62, 1962/63, 1963/64, 1964/65, 1965/66, 1966/67
- Mitropacup (6x)

1935, 1936, 1938, 1972, 1976, 1978

## Verbonden aan FC Zbrojovka Brno

### Trainers
- Josef Masopust

### Bekende (oud-)spelers
- Jakub Brabec
- Alvin Fortes
- Filip Chlup
- Marek Heinz
- Miloš Krško
- Martin Lejsal
- Lukáš Mareček
- Ondřej Mazuch
- Stefan Mitrović
- Jan Polák
- Ján Popluhár
- Michael Rabušić
- Jiří Skalák
- Lambert Šmíd
- Ivo Viktor

## FC Zbrojovka Brno „B“
FC Zbrojovka Brno „B“ is het tweede elftal van de club en komt uit de MSFL. Tussen 2003 en 2006 speelde het B-team drie seizoenen in de toenmalige Druhá liga als 1. FC Brno „B“.